# Miss International 1963
Miss International 1963, quarta edizione di Miss International, si è tenuta presso Long Beach, in California, il 16 agosto 1963. L'islandese Guðrún Bjarnadóttir è stata incoronata Miss International 1963.

## Risultati

### Piazzamenti
| Risultato finale        | Concorrente |
| ----------------------- | --- |
| Miss International 1963 | - Islanda - Gudrun Bjarnadóttir |
| 2ª classificata         | - Inghilterra - Diane Westbury |
| 3ª classificata         | - Austria - Xenia Doppler |
| 4ª classificata         | - Stati Uniti - Joyce Bryan |
| 5ª classificata         | - Corea del Sud - Choi Yoo-mi |
| Semifinaliste           | - Australia - Tricia Maralyn Reschke - Brasile - Tânia Mara Franco da Souza - Colombia - Martha Ligia Restrepo González - Filippine - Monina Medinilla Yllana - Germania - Marion Zota - Irlanda - Olive Ursula White - Nuova Zelanda - Elaine Miscall - Porto Rico - Aida Mercado Cordero - Svezia - Riina Krusvik - Turchia - Gulseren Kocaman |

### Riconoscimenti speciali
| Riconoscimento        | Concorrente                      |
| --------------------- | -------------------------------- |
| Miss Photogenic       | - Austria - Xenia Doppler        |
| Miss Friendship       | - Lussemburgo - Catherine Paulus |
| Best National Costume | - Austria - Xenia Doppler        |

## Concorrenti
- Argentina - Susana Cukar Cuhan
- Australia - Tricia Reschke
- Austria - Xenia Doppler
- Belgio - Monique Bourgeois
- Bolivia - Maria Lozada
- Brasile - Tânia Franco da Souza
- Canada - Marlene Leeson
- Colombia - Martha Restrepo González
- Corea del Sud - Choi Yoo-mi
- Danimarca - Birgitte Heiberg
- Ecuador - Tania Valle Moreno
- Filippine - Monina Medinilla Yllana
- Finlandia - Anneli Rautala
- Francia - Marie-Josée LeCocq
- Galles - Christina Fryer
- Germania - Marion Zota
- Giappone - Shizuko Shimizu
- Giordania - Doris Haj
- Grecia - Emi Zanou
- Indie occidentali - Joan Martin
- Inghilterra - Diane Westbury
- Irlanda - Olive Ursula White
- Islanda - Gudrun Bjarnadóttir
- Israele - Ester Kfir
- Italia - Anna Rispoli
- Lussemburgo - Catherine Paulus
- Marocco - Andrée Picard
- Nicaragua - Claudia Díaz
- Norvegia - Martha Tunge
- Nuova Zelanda - Elaine Miscall
- Paesi Bassi - Catharina Lodders
- Panama - Mariela Aguirre
- Paraguay - Maria Quesada
- Perù - Esperanza Moy Ramírez
- Porto Rico - Aida Mercado Cordero
- Rep. Dominicana - Norma Guzmán Simó
- Scozia - Wendy Barrie
- Spagna - Encarnación Zalabardo
- Stati Uniti - Joyce Bryan
- Sudafrica - Martie Claassen
- Svezia - Riina Krusvik
- Tahiti - Mareta Tuihaa
- Turchia - Gulseren Kocaman
- Uruguay - Susana Casañas Méndez
- Venezuela - Norah Duarte